# Domínio de Fukui
O Domínio de Fukui (福井藩, Fukui han), também conhecido como Domínio de Echizen (越前) , foi um Han do Período Edo da História do Japão . Localizava-se na Província de Echizen, na atual  Fukui , ilha de Honshū . Fukui era controlada pelo Ramo familiar Yūki-Matsudaira de Echizen.
Após a Batalha de Sekigahara, Yūki Hideyasu tornou-se o daimiô do Domínio de Fukui. Durante este período, Honda Tomimasa, homem de confiança de Tokugawa Ieyasu, foi o chefe administrativo de Hideyasu. Como recompensa Honda recebeu um pequeno pedaço de terras em Fuchū.

## Lista de Daymos
-- Clã Matsudaira, 1590-1868 (fudai; 320,000 koku)
1. Yūki Hideyasu (1574-1607), também chamado Matsudaira Hideyasu [3]
2. Matsudaira Tadanao (1595–1650)[3]
3. Matsudaira Tadamasa[2]
4. Matsudaira Mitsumichi
5. Matsudaira Masachika
6. Matsudaira Tsunamasa[4]
7. Matsudaira Yoshinori
8. Matsudaira Yoshikuni
9. Matsudaira Munemasa
10. Matsudaira Munenori
11. Matsudaira Shigemasa
12. Matsudaira Shigetomi
13. Matsudaira Haruyoshi
14. Matsudaira Naritsugu
15. Matsudaira Narisawa
16. Matsudaira Yoshinaga (1838-1858), adotado por Matsudaira Nariyoshi[3]
17. Matsudaira Mochiaki (1858-1871)